# Sarcelles
Sarcelles [saʁsɛl] ist eine Stadt in Frankreich und die Unterpräfektur des Arrondissements Sarcelles im Département Val-d’Oise mit 58.576 Einwohnern (Stand 1. Januar 2022) auf einer Fläche von 8,45 km². Sie liegt an der nördlichen Peripherie von Paris und besitzt die älteste Großwohnsiedlung der Île-de-France. Die Einwohner werden Sarcellois genannt.

## Geschichte und Bevölkerungsentwicklung

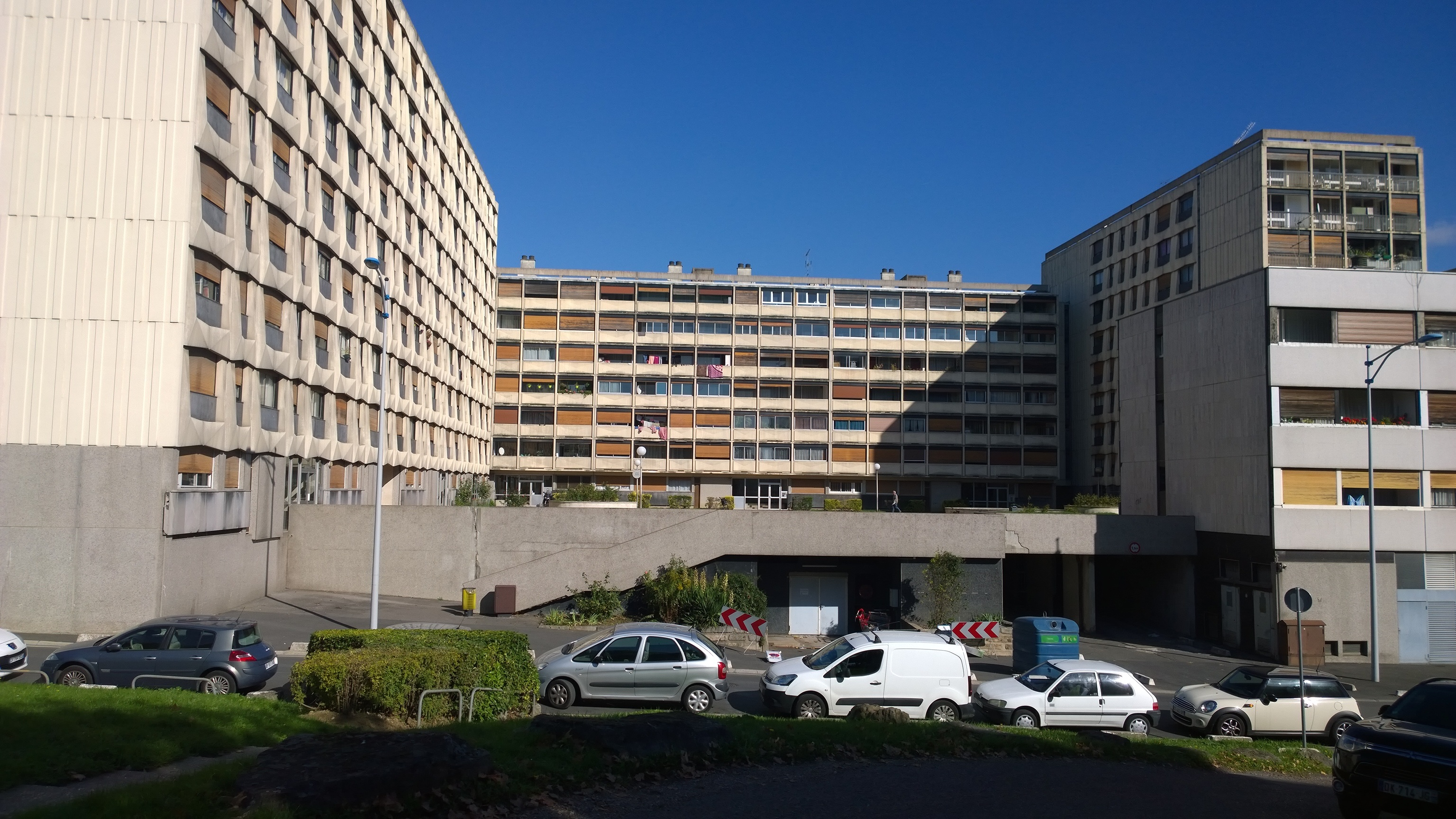
Großwohnsiedlung in Sarcelles

Während seine Bevölkerungszahl in den 1950er Jahren noch bei etwa 8000 lag, stieg diese bis 1962 auf etwa 35.000 und überschritt die 50.000 Ende der 1960er Jahre. Von 1955 bis 1975 wurden 12.368 Wohnungen gebaut.
Sarcelles hat seit den 1960er Jahren eine große jüdische sephardische Gemeinde. Nach der Unabhängigkeit von Tunesien und Marokko 1956 wurden viele dort lebende Juden Opfer von Ausschreitungen; nach der Suez-Krise 1956 wurden Juden aus Ägypten ausgewiesen, nach dem Sechstagekrieg 1967 und dem Jom-Kippur-Krieg 1973 erlitten die noch in Nordafrika lebenden Juden dasselbe Schicksal. Nach der Unabhängigkeit von Algerien 1962 mussten so gut wie alle Juden dieses Land verlassen. Viele der jüdischen Flüchtlinge aus Nordafrika ließen sich in Sarcelles nieder. Zeitweise lebten dort bis zu 20.000 Juden.
Ein Großteil der Einwohner von Sarcelles bzw. deren Eltern stammen aus Schwarz- und Nordafrika sowie von den Französischen Antillen. Zudem gibt es eine bedeutende Gemeinde der Assyrer (auch Aramäer oder Chaldäer genannt).
Als einer der typischen Pariser Vororte (frz. Banlieue) mit Großwohnsiedlungen in Plattenbauweise wurde Sarcelles zu einem Synonym für die Isolation der Bewohner solch anonymer und menschenfeindlicher Umgebungen. Der Begriff Sarcellite bezeichnet im Französischen genau diese problematische Lebenssituation. Bereits seit den frühen 2000er Jahren gilt Sarcelles als einer der gefährlichsten Vororte von Paris.
| Jahr                       | 1962   | 1968   | 1975   | 1982   | 1990   | 1999   | 2006   | 2017   |
| Einwohner                  | 35.800 | 51.476 | 55.007 | 53.630 | 56.833 | 57.071 | 58.654 | 58.587 |
| Quellen: Cassini und INSEE |        |        |        |        |        |        |        |        |

## Sehenswürdigkeiten

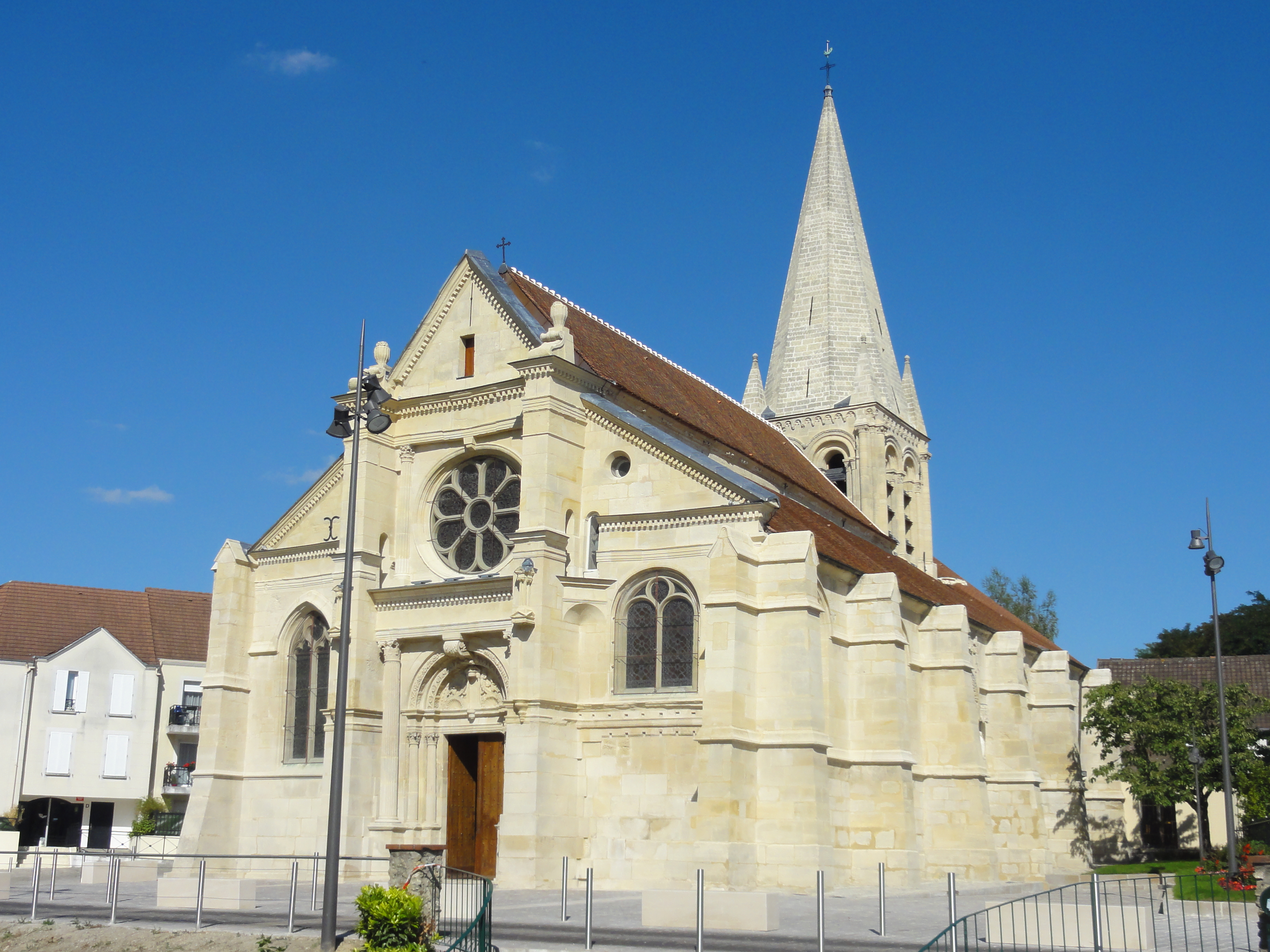
Kirche Saint-Pierre-et-Saint-Paul

- Katholische Kirche Saint-Pierre-Saint-Paul aus dem 12. Jahrhundert

Siehe auch: Liste der Monuments historiques in Sarcelles

## Religion
Sarcelles hat zwei katholische Kirchen, eine kleine protestantisch-reformierte Kirche, sieben Synagogen und zwei Moscheen. Im Juli 2014 verwüsteten zumeist jüngere muslimische Männer bei antisemitischen Ausschreitungen Teile des „La Petite Jérusalem“ genannten sefardischen Wohnviertels in Sarcelles. Dabei skandierten sie unter anderem „Tod den Juden!“ Nach dem Pogrom verließ ein Großteil der jüdischen Bewohner ihre Heimat Sarcelles.

## Städtepartnerschaften
- Hattersheim am Main, Deutschland, seit 1987
- Netanja, Israel

## Persönlichkeiten
- Mélanie Bonis (1858–1937), Komponistin
- Felix Felixowitsch Jussupow (1887–1967), Rasputins Mörder
- Anna Langfus (1920–1966), Schriftstellerin
- Dominique Strauss-Kahn (* 1949), ehemaliger Direktor des Internationalen Währungsfonds, war von 1995 bis 1997 Bürgermeister von Sarcelles
- Bernard Stiegler (1952–2020), Philosoph und Publizist
- Frédéric Delpla (* 1964), Fechter
- Frédéric Monino (* 1965), Jazzmusiker
- Maoua Sanogo (* 1979), Fußballspielerin
- Frédéric Thomas (* 1980), Fußballspieler
- Hugo Mamba-Schlick (* 1982), kamerunischer Leichtathlet
- Younousse Sankharé (* 1989), Fußballspieler
- Wissam Ben Yedder (* 1990), Fußballspieler
- Riyad Mahrez (* 1991), Fußballspieler
- Larry und Laurent Bourgeois (* 1988), das Tanzduo Les Twins
- Jérôme Roussillon (* 1993), Fußballspieler
- Kader Bamba (* 1994), Fußballspieler
- James Léa Siliki (* 1996), Fußballspieler
- Sarah Léonie Cysique (* 1998), Judoka
- Delphine Delrue (* 1998), Badmintonspielerin
- Fabien Delrue (* 2000), Badmintonspieler
- Lenny Pintor (* 2000), Fußballspieler
- Paméra Losange (* 2002), Sprinterin
- Mathys Tel (* 2005), Fußballspieler
- Moïse Kouamé (* 2009), Tennisspieler